# 張希載
張 希載（チャン・ヒジェ、朝鮮語: 장희재、1651年 - 1701年10月29日）は、朝鮮後期の武臣。第19代王粛宗の後宮である禧嬪張氏の兄。

## 生涯
前半生の詳細は不明。1680年に武科の及第を受け、内禁衛に配属された。1683年3月には、宣祖の娘である貞明公主の招宴で役目を果たさなかったとして、仁顕王后の外戚に当たる閔鼎重に叱責された。1683年頃は、従六品に封ぜられていた。しかし、1690年に妹の張氏が王妃に昇格したのを皮切りに従三品兵曹参判、正二品兵曹判書に昇進していった。
1694年、張氏を支持する南人派は、西人派を一掃しようとするが、粛宗は南人派を警戒するようになり、のちに追放された。その際に彼は、粛宗から寵愛を受けた後宮・淑嬪の毒殺未遂事件の容疑をかけられたものの、オクチョンの兄であることから無罪となる。張氏が王妃から後宮ヘ降格すると、希載は済州島ヘ流罪となった。1701年、張氏が賜死すると、彼は斬首刑に処された。

## 家族
- 父：張炯（1623年-1669年）- 玉山府院君と追号
- 母：坡山府夫人 坡平尹氏（1626年-1698年）- 父の後妻
- 妻：金氏
- 妹：張禧嬪（1659年-1701年）- 粛宗の後宮、賜薬に処された
- 義弟：粛宗　- 第19代国王
- 外甥：景宗　- 第20代国王
- 外甥：李盛壽（1690年、夭逝）